# دنیل بالدی
دنیل بالدی (انگلیسی: Daniel Baldi؛ زادهٔ ۲۳ نوامبر ۱۹۸۱) بازیکن فوتبال سابق اهل اروگوئه است.
از باشگاه‌هایی که در آن بازی کرده‌است می‌توان به باشگاه فوتبال پنیارول، باشگاه فوتبال دانوبیو، و باشگاه فوتبال کروز آزول اشاره کرد.